# Peter Miklusz

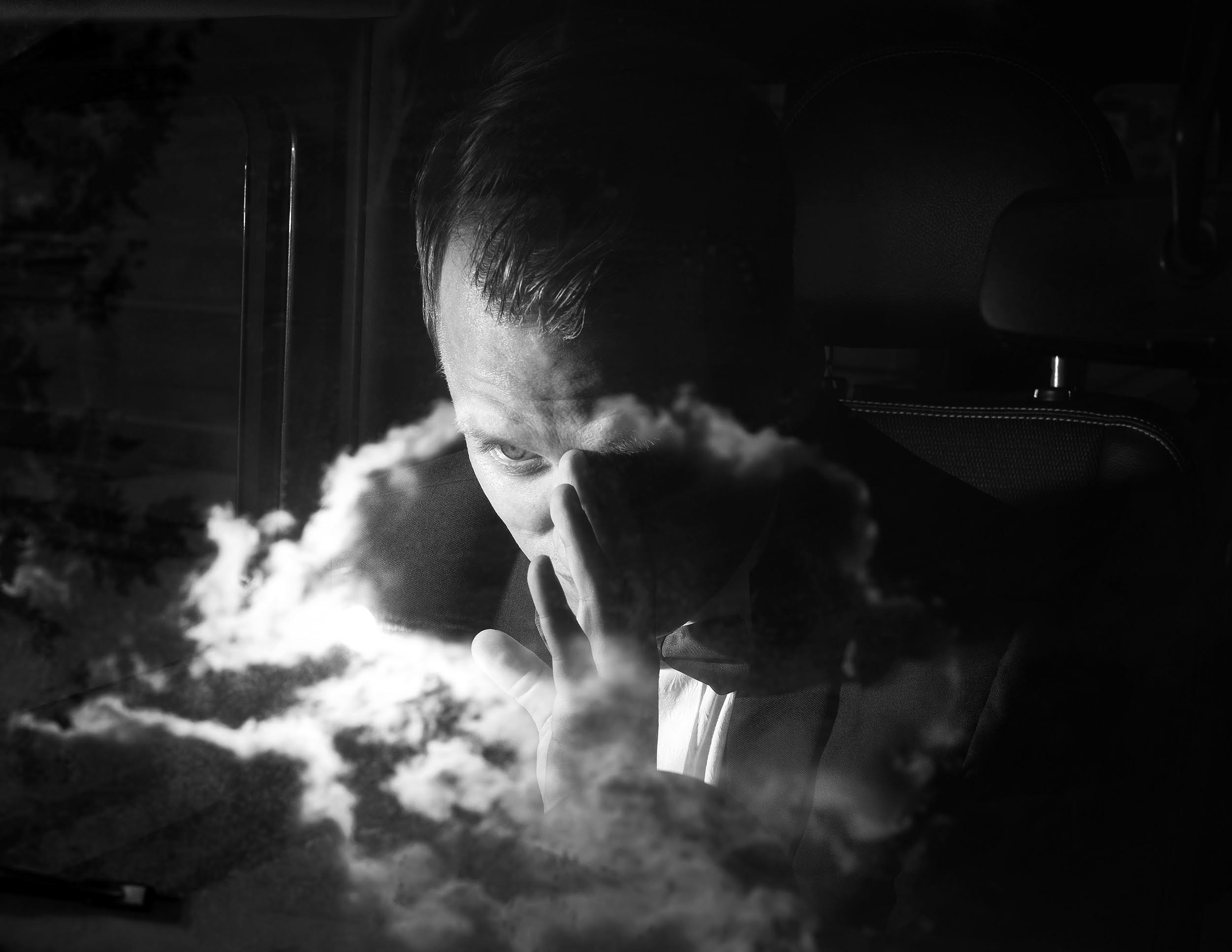
Peter Miklusz porträtiert von Oliver Mark, Berlin 2017

Peter Miklusz (* 29. November 1983 in Braunschweig) ist ein deutscher Theater-, Film- und Fernsehschauspieler.

## Leben
Peter Miklusz verbrachte seine Kindheit und Jugend in Niedersachsen. Nach dem Abschluss an der Heinrich-Nordhoff-Gesamtschule Wolfsburg absolvierte er seinen Wehrdienst bei der Luftwaffe in Goslar und Bad Arolsen. Im Rahmen der Hochwasser in Mitteleuropa 2002 kam er mit dem 7./ Luftwaffenausbildungsregiment 1. im Landkreis Lüchow-Dannenberg zum Einsatz. Hierfür wurde ihm die Einsatzmedaille Fluthilfe 2002 sowie die Hochwasser-Medaille des Landes Sachsen-Anhalt 2002 und die Hochwasser-Medaille 2002 von Niedersachsen verliehen. Miklusz ist Reservist bei der Bundeswehr im Wachbataillon beim Bundesministerium der Verteidigung in Berlin. Er studierte in Berlin und studierte Schauspiel an der Hochschule für Schauspielkunst „Ernst Busch“ Berlin, welches er mit Diplom mit Auszeichnung abschloss. Sein erstes Festengagement trat er am Burgtheater Wien an, wo er mit Ruprecht in Der zerbrochne Krug unter der Regie von Matthias Hartmann debütierte. Weitere Arbeiten folgten unter anderen mit den Regisseuren Luc Bondy, Stefan Bachmann, Martin Wuttke, Anette Raffalt, Michael Schachermaier.
Nach zwei Jahren verließ er das Burgtheater Wien und wechselte zum Berliner Ensemble am Schiffbauerdamm. Hier spielte er den Siegfried Jepsen in einer Dramatisierung des Romans Deutschstunde, Hans in Hans im Glück von Bertolt Brecht und Franz Woyzeck in Woyzeck von Georg Büchner (Regie Leander Haußmann), wofür er von Theater heute zum Nachwuchsschauspieler 2015 nominiert wurde. 2016 wechselte er an das Schauspiel Köln und spielte zum Saisonstart den Hamlet von William Shakespeare in der Regie von Stefan Bachmann. Weitere Rollen waren Happy in Tod eines Handlungsreisenden von Arthur Miller (Regie Rafael Sanchez), Solveig in Peer Gynt von Henrik Ibsen sowie Khaled in Heimwärts von Ibrahim Amir, ebenfalls unter der Regie von Stefan Bachmann. 2018 spielte Miklusz in der Uraufführung von Tyll nach dem Bestseller Roman von Daniel Kehlmann den Tyll Ulenspiegel am Schauspiel Köln, wieder in der Regie von Stefan Bachmann. Kurz darauf folgte die Arbeit mit Frank Castorf. In der Uraufführung des Romans Der Jüngling von Fjodor Michailowitsch Dostojewski verkörperte Miklusz den Vater des Jünglings Andrej Petrowitsch Werssilow. 2019/20 erfolgte erneut die Arbeit mit Frank Castorf in Aus Dem Bürgerlichen Heldenleben von Carl Sternheim spielte Miklusz, die Rolle des Snobs Christian Maske am Schauspiel Köln. 2021 verließ Miklusz das Schauspiel Köln und arbeitet seitdem als freier Schauspieler für Film und Fernsehen.
Während des Studiums inszenierte er am Berliner Arbeiter-Theater The Importance of Being Earnest und Das Bildnis des Dorian Gray von Oscar Wilde, sowie 2014 im RAW Berlin-Friedrichshain die Geschichte des Regisseurs Ed Wood. 2015 erfolgte seine erste Arbeit vor der Kamera. Mit Maulwurfkuchen drehte er seinen ersten Kurzfilm. Zudem arbeitet er als Sprecher für Hörspiele und Features im Deutschlandradio, im ORF, im WDR sowie im SWR und war Gastdozent an der Hochschule für Schauspielkunst „Ernst Busch“ Berlin.
Seit 2017 arbeitet Miklusz auch für Film und Fernsehen. Er hatte Auftritte in SOKO Köln, Marie Brand und Um Himmels Willen und als Pokerspieler in dem Kinofilm Wuff – Folge dem Hund von Detlev Buck. Weitere Rollen spielte er unter anderem in Julia Durant ermittelt als Pfarrer, in Alarm für Cobra 11, in dem Fernsehfilm Das Geheimnis der Freiheit (2020) als SS-Mann und in der Serie Wir Kinder vom Bahnhof Zoo.
Peter Miklusz lebt mit seiner Familie in Berlin und der Pfalz. Miklusz und seine Frau, die Schauspielerin Daniela Luise Miklusz, sind Mitglieder des Freundeskreis Anne Frank Zentrum e.V. Berlin. Beide eröffneten das Café Mon Général Café Culturel in Neustadt an der Weinstraße. Das Cafe wirbt intensiv mit eigenen Kultur- und Theaterveranstaltungen für Demokratie. Im Mai 2024 zeigte das Cafe eine Ausstellung über Anne Frank, in Kooperation mit dem Anne Frank Zentrum Berlin. Genauso wirkten beide mit beim Neustadter Demokratiefest und zeigten ein dreitägiges Festival unter dem Titel Theater gegen das Vergessen in der Bürgy-de Ruijter Gallery.

## Filmografie
- 2009: Effi Briest – Rolle: Offizier.
- 2016: Ein starkes Team (Fernsehreihe, 1 Folge)
- 2018: SOKO Köln (Fernsehserie, 1 Folge)
- 2018: Ku’damm 59 (Fernsehserie, 3 Folgen)
- 2019: Heldt (Fernsehserie, 1 Folge)
- 2019: Um Himmels Willen (Fernsehserie, 1 Folge)
- 2018: Wuff – Folge dem Hund
- 2018: Marie Brand (Fernsehreihe, 1 Folge)
- 2019: Julia Durant ermittelt (Fernsehreihe, 1 Folge)
- 2020: Alarm für Cobra 11 – Die Autobahnpolizei (Fernsehserie, 1 Folge)
- 2021: Charité (Fernsehserie, 3 Folgen)
- 2021: Wir Kinder vom Bahnhof Zoo (Fernsehserie, 1 Folge)
- 2021: Goldjungs (Fernsehfilm)
- 2021: Ich Ich Ich (Abschlussfilm)
- 2022: Das Wunder von Kapstadt (Fernsehfilm)
- 2021: Nakam
- 2021: Lauchhammer – Tod in der Lausitz (Miniserie)
- 2021: Auris (TV-Film)
- 2023: Retribution
- 2023: Die Therapie (Fernsehserie)
- 2023: Der Pass (Fernsehserie, Staffel 3)
- 2023: Letzte Spur Berlin (Fernsehserie)
- 2023, 2024: SOKO Stuttgart
- 2024: Stella. Ein Leben.
- 2024, 2025: SOKO Leipzig

## Theater
- 2010: Herzog Theodor von Gothland in Herzog Theodor von Gothland – Regie: Alexander Lang, Berliner Arbeiter-Theater
- 2010: Horatio in Hamlet von William Shakespeare – Regie: Andreas Kriegenburg, Deutsches Theater
- 2010: Martin Bosbach in Der kleine Bruder – Regie: Leander Haußmann und Sven Regener, Berliner Arbeiter-Theater
- 2011: Michael in Peter Pan von James Matthew Barrie in einer Fassung von Peter Raffalt – Regie: Annette Raffalt, Burgtheater Wien
- 2011: Ruprecht in Der zerbrochne Krug von Heinrich von Kleist – Regie: Matthias Hartmann, Burgtheater Wien
- 2012: Alvaro in Der Würgeengel von Martin Wuttke nach Luis Buñuel – Regie: Martin Wuttke, Burgtheater Wien
- 2012: Dorn in Der Alpenkönig und der Menschenfeind von Ferdinand Raimund – Regie: Michael Schachermaier, Burgtheater Wien
- 2012: Erich in Geschichten aus dem Wiener Wald von Ödön von Horváth – Regie: Stefan Bachmann, Burgtheater Wien
- 2013: Rosenkranz/Marcello in Hamlet von William Shakespeare – Regie:Leander Haußmann, Berliner Ensemble
- 2013: Valere in Tartuffe von Jean-Baptiste Molière – Regie: Luc Bondy, Burgtheater Wien
- 2014: Hans in Hans im Glück von Bertolt Brecht – Regie: Sebastian Sommer, Berliner Ensemble
- 2014: Hänschen Rilow Frühlings Erwachen von Frank Wedekind – Regie: Claus Peymann, Berliner Ensemble
- 2014: Peter Turrini in „Cèst la Vie“ von Peter Turrini – Regie: Hermann Beil, Berliner Ensemble
- 2014: Schweizerkas in Mutter Courage und ihre Kinder von Bertolt Brecht – Regie: Claus Peymann, Berliner Ensemble
- 2014: Woyzeck in Woyzeck von Georg Büchner – Regie: Leander Haußmann, Berliner Ensemble
- 2015: Andrej Prosorow in Drei Schwestern von Anton Tschechov – Regie: Leander Haußmann, Berliner Ensemble
- 2015: Siegfried Jepsen in Deutschstunde von Siegfried Lenz – Regie: Philip Tiedemann, Berliner Ensemble
- 2015: Brettschneider in Schweyk im Zweiten Weltkrieg von Bertolt Brecht – Regie: Manfred Karge, Berliner Ensemble
- 2016: Hamlet in Hamlet von William Shakespeare – Regie: Stefan Bachmann, Schauspiel Köln
- 2017: Khaled in Heimwärts von Ibrahim Amir – Regie: Stefan Bachmann, Schauspiel Köln
- 2017: Solveig, Peer Gynt, Passagier in Peer Gynt von Henrik Ibsen – Regie: Stefan Bachmann, Schauspiel Köln
- 2017: Happy in Tod eines Handlungsreisenden von Arthur Miller – Regie:Rafael Sanchez, Schauspiel Köln
- 2018: Werssilow in Ein grüner Junge Fjodor Dostojewski – Regie: Frank Castorf, Schauspiel Köln
- 2018: Pastor Kittelhaus / Wiegand in Die Weber von Gerhart Hauptmann – Regie: Armin Petras, Schauspiel Köln
- 2018: Tyll in Tyll von Daniel Kehlmann – Regie: Stefan Bachmann, Schauspiel Köln
- 2019: Christian Maske in Aus Dem Bürgerlichen Heldenleben von Carl Sternheim – Regie: Frank Castorf, Schauspiel Köln
- 2020: Torvald Helmer in Nora oder ein Puppenheim von Henrik Ibsen – Regie: Robert Borgmann, Schauspiel Köln
- 2020: Leopold Bloom in Ulysses von James Joyce – Regie: Sebastian Klink, Stadttheater Bern Schweiz
- 2021: Oskar Matzerath in Die Blechtrommel von Günter Grass – Regie: Marie Schleef, Schauspiel Köln

## Regie
- 2010: The Importance of Being Earnest – bat-Studiotheater Berlin
- 2011: Das Bildnis des Dorian Gray von Oscar Wilde – bat-Studiotheater Berlin
- 2014: Ed Wood – RAW 99 Berlin, Theater
- 2015: Maulwurfkuchen, Kurzfilm
- 2016: Aufwärts mit Hardes, Kurzfilm
- 2017: Roter Mohn, Film (Drehbuch)
- 2024: Schumachers Präferenz die Demokratie zu verteidigen (Autor und Regie)[3] Buergyderuijtergallery
- 2024: Der braune Teufel (Autor und Regie),[4] Buergyderuijtergallery

## Hörspiel
- 2011: Höre niemals auf zu fragen, warum! Die Ermordeten der Franco-Diktatur – Regie: Kerstin Ewald und Tim Zülch – SWR
- 2011: Wallfahrt – Regie: Stella Luncke
- 2012: Wie kommt das Salz in das Meer – Regie: Elisabeth Putz – ORF
- 2013: Krochacarraldo – Regie: Christoph Schwarz
- 2014: Blowback – Hörspiel/Computerspiel – Regie: Elisabeth Putz – Deutschlandradio
- 2015: Antichrist – Regie: Thomas Leutzbach – WDR
- 2016: Mozart in Augsburg, „ein so großes Genie auf Abwegen?“ – Regie: Brigitte Orawetz – Deutschlandradio
- 2019: Idylle – Regie: Stella Luncke – Deutschlandfunk Kultur
- 2020: Das Geschenk – Regie: Eberhard Petschinka – WDR
- 2021: Die Schattensammlerin Regie: Anja Herrenbrück – Verlag Random House Audible
- 2021: Das summende Nichts Regie: Giuseppe Maio – Deutschlandfunk

## Auszeichnungen
- 2002: Hochwasser-Medaille 2002 (Niedersachsen) Bundeswehr anlässlich der Hochwasser in Mitteleuropa 2002 verliehen.
- 2002: Hochwasser-Medaille des Landes Sachsen-Anhalt 2002
- 2002: Einsatzmedaille Fluthilfe 2002 Bundeswehr anlässlich der Hochwasser in Mitteleuropa 2002 verliehen.[5]
- 2010: Ensemblepreis beim Theatertreffen deutschsprachiger Schauspielstudierender in Leipzig für Der kleine Bruder
- 2012: Hörspiel des Jahres ORF für „Wie kommt das Salz ins Meer?“
- 2015: Theater heute – Nominierung Nachwuchsschauspieler als Woyzeck in Woyzeck von Georg Büchner am Berliner Ensemble. Regie: Leander Haußmann
- 2020: Veteranenabzeichen als Anerkennung für treuen Dienst an der Gesellschaft.
- 2022: Best Live Action Short Award für Nakam Cleveland International Film Festival